# Ruben Aguilar
Pour les articles homonymes, voir Aguilar.
Ruben Aguilar, né le 26 avril 1993 à Grenoble en France, est un footballeur international français. Il joue actuellement au poste d'arrière droit au RC Lens.
Sélection en équipe de France depuis 2020, il compte une sélection à son actif.

## Biographie

### Enfance et carrière amateur
Ruben Aguilar, né à Grenoble en France, est français par sa mère et d'origine espagnole par son père qui provient de Santa Cruz de Tenerife en Espagne,.
Après avoir joué à Saint-Siméon-de-Bressieux et La Côte-Saint-André, il rejoint le Grenoble Foot 38 à l'âge de 12 ans. Évoluant d'abord au poste de milieu défensif, il est amené à se reconvertir arrière droit à la suite d'un passage en sélection Rhône-Alpes,. Au Grenoble Foot 38, il suit un parcours de formation classique et commence à évoluer avec la réserve du club en CFA2 dès ses 17 ans.
À la suite du dépôt de bilan de son club, il signe un contrat stagiaire de 2 ans en faveur de l'AS Saint-Étienne,. Ruben Aguilar ne sera pas conservé à l'issue de son contrat.
Il décide de revenir au Grenoble Foot 38, dont l'équipe première évolue alors CFA. Pendant quelques mois, il évolue seulement avec l'équipe réserve du club, en Division d'honneur régionale, puis finit la saison en disputant 16 rencontres de championnat avec l'équipe première. C'est d'ailleurs lors du dernier match de CFA opposant Martigues à Grenoble qu'il se fait remarquer par Jean-Luc Vannuchi, alors entraîneur de l'AJ Auxerre en Ligue 2.

### Carrière professionnelle

#### AJ Auxerre
Ruben Aguilar signe en juin son premier contrat professionnel en faveur de l'AJA pour une durée de deux ans. Il est titularisé pour le premier match de championnat de Ligue 2, opposant l'AJA au Havre AC (victoire 2-0). En concurrence avec Jean-Charles Castelletto lors de cette saison 2014-2015, Ruben Aguilar s'impose en tant que titulaire. Il est notamment titulaire durant l'épopée de Coupe de France qui voit l'AJ Auxerre aller jusqu'en finale où il s'inclinera 1 à 0 contre le Paris SG.
Il inscrit son premier et unique but avec Auxerre le 3 décembre 2016, lors d'une rencontre de coupe de France face au Cluses-Scionzier FC. Il participe ainsi à la victoire de son équipe par quatre buts à un.

#### Montpellier HSC
Le 23 mai 2017, Ruben Aguilar rejoint le Montpellier HSC, club évoluant en ligue 1. 
Aguilar joue son premier match pour Montpellier le 12 août 2017, face au Toulouse FC. Il entre en jeu à la place de Souleymane Camara lors de cette rencontre perdue par son équipe (1-0 score final).
Il inscrit son premier et unique but avec Montpellier le 22 décembre 2018, lors d'une rencontre de championnat face à l'Olympique lyonnais. Il inscrit le but égalisateur de son équipe, qui permet d'obtenir au moins le point du match nul (1-1 score final).

#### AS Monaco
Le 6 août 2019, il s'engage pour cinq ans avec l'AS Monaco. Il joue son premier match sous les couleurs monégasques le 9 août 2019, lors de la première journée de la saison 2019-2020 contre l'Olympique lyonnais (défaite 0-3). Le 31 octobre 2019, lors du 16e de finale de la Coupe de la Ligue contre l'Olympique de Marseille, il délivre une passe décisive pour Jean-Kevin Augustin, puis inscrit son premier but en rouge et blanc. Le 4 novembre 2019, il reçoit un carton rouge contre Saint-Étienne après intervention de la VAR, pensant que cette décision était injuste et certainement très frustré après cela, il donne un coup de pied dans le moniteur de l'arbitrage vidéo.
Il inscrit un but contre le RC Strasbourg de la tête en Ligue 1, but qu'il commentra avec son coéquipier et ami Benjamin Lecomte pour le compte du site officiel de l'ASM.
Le 21 février 2021, il offre une passe décisive sur un centre du droit pour la tête de Sofiane Diop sur le terrain du Paris-Saint-Germain. Le 8 mars 2021, il marque son deuxième but de la saison contre Nice en 16es de finale de la Coupe de France. Le 16 mai 2021, il dispute son 60e match toutes compétitions confondues avec l'AS Monaco contre le Stade Rennais en l'emportant 2-1. Trois jours plus tard, il prend part à la finale de la Coupe de France contre le Paris-Saint-Germain, mais sort à la mi-temps, Monaco perd finalement 2-0.
Lors de la saison 2020-2021, il marque coup sur coup deux buts contre son camp, lors du tour préliminaire retour contre le Chaktior Donetsk, éliminant malgré lui, son équipe de la Ligue des Champions et contre l'ESTAC, même si l'ASM l'emporte 2-1. Il adresse une passe décisive contre le Paris Saint-Germain pour le deuxième but monégasque, participant activement à une victoire 3-0 de son équipe.
Lors de la saison 2022-2023, son temps de jeu est réduit du fait des bonnes performances de son concurrent à ce poste, Vanderson. Cependant, il rend de fiers services tout au long de la saison lorsqu'il reçoit des minutes. Notamment, lors de la 23ème journée, il est titulaire et réalise une performance de renom face au leader parisien. Il est, de ce fait, cité dans l'équipe-type du quotidien L'Equipe pour cette journée.

#### RC Lens
En début de saison 2023-2024, Ruben Aguilar n'est pas utilisé par le nouvel entraîneur de l'AS Monaco, Adi Hütter. Suivi par le Montpellier HSC, Aguilar est transféré au Racing Club de Lens le 1er septembre 2023, à quelques heures de la fin du mercato estival contre une indemnité estimée à 3,5 millions d'euros + 500 000 euros de bonus. Sous contrat jusqu'en juin 2026, il vient concurrencer Przemysław Frankowski au poste de piston droit,. Avec le RC Lens, Aguilar découvre la phase de groupes de la Ligue des champions et participe à deux des six rencontres du club. En janvier 2024, il se déboîte l'épaule droite à deux reprises durant un même match de Ligue 1, une blessure récurrente chez lui, que ce soit de ce côté ou de l'autre qui a été traité chirurgicalement par le passé. Le 9 mars 2024, il inscrit son premier but sous les couleurs artésiennes lors d'une victoire 1-0 face au Stade brestois 29 comptant pour la 25e journée du championnat. 

### En sélection
Les bonnes prestations de Ruben Aguilar et son patronyme à consonance hispanophone sont à l'origine d'un malentendu avec l'équipe de Bolivie. Alors que la double nationalité lui est attribuée par erreur pendant quelques saisons dans la base de données du jeu Football Manager, il est en effet appelé par le sélectionneur, alors qu'il n'est nullement originaire de ce pays.
Le 9 novembre 2020, le français est appelé pour la première fois en Équipe de France par le sélectionneur Didier Deschamps, « en renfort » après les blessures des défenseurs Benjamin Pavard et Presnel Kimpembe, pour affronter en match amical la Finlande, ainsi que le Portugal et la Suède dans le cadre de la Ligue des nations,. Il honore sa première sélection le 11 novembre 2020 face à la Finlande, en remplaçant Léo Dubois à 71e minute de jeu.

## Statistiques
| Saison                | Club                  | Championnat           | Championnat | Championnat | Championnat | Coupe nationale | Coupe nationale | Coupe nationale | Coupe de la Ligue | Coupe de la Ligue | Coupe de la Ligue | Compétition(s) continentale(s) | Compétition(s) continentale(s) | Compétition(s) continentale(s) | Compétition(s) continentale(s) | Total | Total | Total |
| Saison                | Club                  | Division              | M.          | B.          | P.d.        | M.              | B.              | P.d.            | M.                | B.                | P.d.              | Comp.                          | M.                             | B.                             | P.d.                           | M.    | B.    | P.d.  |
| 2013-2014             | Grenoble Foot 38      | CFA                   | 16          | 0           | 0           | 4               | 0               | 0               | -                 | -                 | -                 | -                              | -                              | -                              | -                              | 20    | 0     | 0     |
| 2014-2015             | AJ Auxerre            | Ligue 2               | 28          | 0           | 1           | 7               | 0               | 2               | 3                 | 0                 | 0                 | -                              | -                              | -                              | -                              | 38    | 0     | 3     |
| 2015-2016             | AJ Auxerre            | Ligue 2               | 22          | 0           | 1           | 1               | 0               | 0               | -                 | -                 | -                 | -                              | -                              | -                              | -                              | 23    | 0     | 1     |
| 2016-2017             | AJ Auxerre            | Ligue 2               | 30          | 0           | 0           | 5               | 1               | 1               | 1                 | 0                 | 0                 | -                              | -                              | -                              | -                              | 36    | 1     | 1     |
| Sous-total            | Sous-total            | Sous-total            | 80          | 0           | 2           | 13              | 1               | 3               | 4                 | 0                 | 0                 | -                              | -                              | -                              | -                              | 97    | 1     | 5     |
| 2017-2018             | Montpellier HSC       | Ligue 1               | 31          | 0           | 1           | 3               | 0               | 0               | 4                 | 0                 | 1                 | -                              | -                              | -                              | -                              | 38    | 0     | 2     |
| 2018-2019             | Montpellier HSC       | Ligue 1               | 29          | 1           | 5           | 1               | 0               | 0               | -                 | -                 | -                 | -                              | -                              | -                              | -                              | 30    | 1     | 5     |
| Sous-total            | Sous-total            | Sous-total            | 60          | 1           | 6           | 4               | 0               | 0               | 4                 | 0                 | 1                 | -                              | -                              | -                              | -                              | 68    | 1     | 7     |
| 2019-2020             | AS Monaco FC          | Ligue 1               | 19          | 0           | 2           | 2               | 0               | 1               | 2                 | 1                 | 1                 | -                              | -                              | -                              | -                              | 23    | 1     | 4     |
| 2020-2021             | AS Monaco FC          | Ligue 1               | 33          | 1           | 4           | 5               | 1               | 0               | -                 | -                 | -                 | -                              | -                              | -                              | -                              | 38    | 2     | 4     |
| 2021-2022             | AS Monaco FC          | Ligue 1               | 28          | 0           | 2           | 3               | 0               | 0               | -                 | -                 | -                 | C1+C3                          | 2+6                            | 0+0                            | 0                              | 39    | 0     | 2     |
| 2022-2023             | AS Monaco FC          | Ligue 1               | 20          | 0           | 0           | 1               | 0               | 0               | -                 | -                 | -                 | C1+C3                          | 0+2                            | 0                              | 0                              | 23    | 0     | 0     |
| Sous-total            | Sous-total            | Sous-total            | 100         | 1           | 8           | 11              | 1               | 1               | 2                 | 1                 | 1                 | -                              | 10                             | 0                              | 0                              | 123   | 3     | 10    |
| 2023-2024             | RC Lens               | Ligue 1               | 25          | 1           | 3           | 1               | 0               | 0               | -                 | -                 | -                 | C1+C3                          | 2+2                            | 0                              | 0                              | 30    | 1     | 3     |
| 2024-2025             | RC Lens               | Ligue 1               | 16          | 1           | 2           | -               | -               | -               | -                 | -                 | -                 | C4                             | -                              | -                              | -                              | 16    | 1     | 2     |
| 2025-2026             | RC Lens               | Ligue 1               | 1           | 0           | 0           | -               | -               | -               | -                 | -                 | -                 | -                              | -                              | -                              | -                              | 1     | 0     | 0     |
| Sous-total            | Sous-total            | Sous-total            | 42          | 2           | 5           | 1               | 0               | 0               | -                 | -                 | -                 | -                              | 4                              | 0                              | 0                              | 47    | 2     | 5     |
| Total sur la carrière | Total sur la carrière | Total sur la carrière | 297         | 4           | 20          | 33              | 2               | 4               | 10                | 1                 | 2                 | -                              | 14                             | 0                              | 0                              | 354   | 7     | 26    |

### En sélection nationale
| Saison                | Sélection             | Phases finales        | Phases finales | Phases finales | Phases finales | Éliminatoires | Éliminatoires | Éliminatoires | Ligue des nations | Ligue des nations | Ligue des nations | Matchs amicaux | Matchs amicaux | Matchs amicaux | Total | Total | Total |
| Saison                | Sélection             | Compétition           | M              | B              | Pd             | M             | B             | Pd            | M                 | B                 | Pd                | M              | B              | Pd             | M     | B     | Pd    |
| --------------------- | --------------------- | --------------------- | -------------- | -------------- | -------------- | ------------- | ------------- | ------------- | ----------------- | ----------------- | ----------------- | -------------- | -------------- | -------------- | ----- | ----- | ----- |
| 2020-2021             | France                | -                     | -              | -              | -              | -             | -             | -             | -                 | -                 | -                 | 1              | 0              | 0              | 1     | 0     | 0     |
| Total sur la carrière | Total sur la carrière | Total sur la carrière | -              | -              | -              | -             | -             | -             | -                 | -                 | -                 | 1              | 0              | 0              | 1     | 0     | 0     |

### Liste des matchs internationaux
| Matches internationaux de Ruben Aguilar | Matches internationaux de Ruben Aguilar | Matches internationaux de Ruben Aguilar | Matches internationaux de Ruben Aguilar | Matches internationaux de Ruben Aguilar | Matches internationaux de Ruben Aguilar | Matches internationaux de Ruben Aguilar                       |
|                                         | Date                                    | Lieu                                    | Adversaire                              | Résultat                                | Compétition                             | Notes                                                         |
| --------------------------------------- | --------------------------------------- | --------------------------------------- | --------------------------------------- | --------------------------------------- | --------------------------------------- | ------------------------------------------------------------- |
| 1.                                      | 11 novembre 2020                        | Stade de France, Saint-Denis, France    | Finlande                                | 0 - 2                                   | Match amical                            | Entre en jeu à la place de Léo Dubois à la 71e minute de jeu. |

## Palmarès

### En club
Ruben Aguilar est à deux reprises finaliste de la Coupe de France, la première fois en 2015 avec l'AJ Auxerre et la deuxième fois en 2021 avec l'AS Monaco, à chaque fois battu par le Paris Saint-Germain.
| AJ Auxerre                             | AS Monaco                            |
| -------------------------------------- | ------------------------------------ |
| - Coupe de France : - Finaliste : 2015 | Coupe de France : - Finaliste : 2021 |